# فيكتور ديلارد
فيكتور ديلارد (بالفرنسية: Victor Dillard)‏ هو عضو في المقاومة الفرنسية ‏ فرنسي، ولد في 25 ديسمبر 1897 في بلوا في فرنسا، وتوفي في 12 يناير 1945 في معسكر إبادة.